# Buket Panyang (Nurussalam)
Buket Panyang is een bestuurslaag in het regentschap Aceh Timur van de provincie Atjeh, Indonesië. Buket Panyang telt 300 inwoners (volkstelling 2010).